# ホワッド・アイ・セイ
「ホワッド・アイ・セイ」（What'd I Say）は、1959年にレイ・チャールズによってリリースされた、アメリカのリズム・アンド・ブルースの楽曲である。シングルは2つのパートからなっており、ソウルミュージックの初期の曲のひとつである。この楽曲は、1958年末のある晩に、チャールズとオーケストラとバックアップシンガーがすべての曲目を演奏し終わった後に、まだ時間があったので、即興で演奏された。多くの観客からの反応が熱烈だったので、チャールズはこの曲を収録する予定をプロデューサーに伝えた。
R&Bのヒットの連続の後で、この曲はチャールズを主流のポップ・ミュージックに向かわせた曲であり、1954年に「アイ・ガット・ア・ウーマン」(I Got a Woman)を収録して以降、チャールズが模索し続けた要素を統合したこの曲はR&Bのサブジャンルであるソウルミュージックの火付け役となった。この曲は、ゴスペルとルンバの影響に加え、曲の中の性的なほのめかしによって、広く人気があるだけでなく、白人と黒人の両方の観客からの物議を醸した。この曲によってレイ・チャールズは初めてゴールドレコードを獲得し、R&Bやロックンロールの歴史の中で最も影響力のある曲である。

## 背景
レイ・チャールズは1958年に27歳であり、10年間主にリズム・アンド・ブルースの楽曲をダウンビート、スイングタイムレコードで収録していて、そのスタイルはナット・キング・コールやチャールズ・ブラウンと似ていた。1954年にレイ・チャールズは、プロデューサーのアーメット・アーティガンとジェリー・ウェックスラーから、レパートリーを増やすように勧められ、アトランティック・レコードと契約した。ウェックスラーは後に、「我々はレコードを作ることは何もわからなかったが、楽しかった。」と言って、アトランティック・レコードの成功はアーティストの経験によるものではなく、音楽に対する熱意によるものであると回想した。アーティガンとウェックスラーは、チャールズに対して放任的な態度を取ることが、彼に自信を与える最善の方法だと知っていた。ウェックスラーは後に「レイに対して私ができる最高のことは彼を一人にしてやることだと気づいた」と語っている。
1954年から1960年代にかけて、チャールズは7人組のオーケストラとともに1年に300日のツアー公演を行った。彼は別のアトランティック・レコード所属のトリオであるクッキーズを雇い、チャールズのツアー公演のバックアップをバックアップするようになると、グループ名をレイレッツに改名した。1954年に、チャールズはゴスペルの音や楽器を、以前より現実的な問題を歌った歌詞と織り交ぜていった。彼の最初の試みは、「アイ・ガット・ア・ウーマン」に現れ、この曲はゴスペルのスタンダード曲である「マイ・ジーザス・イズ・オール・ザ・ワールド・トゥー・ミー」(My Jesus Is All the World to Me)か、アップテンポの「アイ・ガット・ア・セイバー(ウェイ・アクロス・ジョーダン)」(I Got a Savior (Way Across Jordan))のどちらかのメロディーに基づいて作曲されている。レイ・チャールズの作品が白人の観客からも注目されるようになったのはこのときが初めてであるが、黒人の観客の中にはこのゴスペルから派生した作品に不快感を示す者もいた。チャールズは後に、ゴスペルやR&Bを音楽に加えることは意識的な決定ではないと述べた。
1958年の12月に、R&Bチャートで、「ナイト・タイム・イズ・ザ・ライト・タイム」という、性愛を賞賛する歌がヒットした。この曲はチャールズと性的関係を持っていた、レイレッツのメンバーの一人であるマージー・ヘンドリックスと共に歌われた。1956年以降、チャールズはツアー公演にウーリッツァーのエレクトリックピアノも使用するようになった。なぜなら、彼はすべての現場で彼に与えられるピアノのチューニングと質を信用していなかったからである。彼がそのエレクトリックピアノを弾くと、ほかのミュージシャンたちに嘲笑われた。

## 作曲と収録
チャールズの自伝によれば、「ホワッド・アイ・セイ」は、1958年の12月に行われたコンサートの終わりに、余った時間を埋めるために、彼が即興で演奏することによって偶然生まれた作品である。彼は作品の収録の前に観客の前で曲を試すということは決してしないと主張しているが、「ホワッド・アイ・セイ」は例外であった。チャールズ自身もどこでそのコンサートがあったか覚えていないが、マイク・エバンスが、著書の『Ray Charles: The Birth of Soul』の中で、ショーはペンシルベニア州のブラウンズビルで行われたと明かしている。ショーは「ミールダンス」という形式で披露され、通常は30分の休憩を含む4時間の公演であり、終了は夜中の1時か2時であった。その日、チャールズとオーケストラはすべての曲目を終えて疲れきったが、終了まで12分残っていた。彼はレイレッツのメンバーたちに、「聞いてくれ、俺が時間つぶしに演奏するから、お前たちは俺をフォローしてくれ。」と言った。
エレクトリックピアノに始まり、チャールズは彼の好きなように演奏していった。一連のリフの後で、4人のコーラスに合わせたピアノに変わり、ドラムによる、ラテン特有のコンガやトゥンバオのリズムによってバックアップされた。その後、"Hey Mama don't you treat me wrong / Come and love your daddy all night long / All right now / Hey hey / all right"とチャールズが脈絡のない詩を即興で歌い、曲調が変わった。チャールズは、12バーブルースの構造の中に、ゴスペルの要素を組み込んだ。最初の節にある"See the gal with the red dress on / She can do the Birdland all night long"は、ブギウギの形式に影響されている。アーメット・アーティガンによれば、ブギウギは、かつてフロアのダンサーを集めて、自身の歌詞を通じて何をすれば良いのかを示して見せていたクラレンス・パイントップ・スミスによって作られた。しかし、曲の中盤になると、チャールズはレイレッツに、彼がしていることを繰り返すように命じ、チャールズとレイレッツと、オーケストラのホーンセクションとが、夢中で叫び合いながら、うめき声や管楽器の大音響の中で互いに呼び合い、曲はコールアンドレスポンスへと転換していった。
観客は直ちに反応した。観客の踊りによって、チャールズは会場が揺れ、弾んでいると感じた。多くの観客がショーの終わりにチャールズに駆け寄って、どこでこの曲のレコードを購入できるか尋ねた。チャールズと彼のオーケストラはこの曲を幾日か連続で演奏し、観客から同じ反応を受けた。彼はジェリー・ウェックスラーを呼び、新しく収録する曲ができたと言った。彼は後に、「私は事前に収録を知らせることが好きではないが、この曲はそうであって当然だと思った」と書いている。
アトランティック・レコードのスタジオは丁度8トラックレコーダーを購入したところであり、レコードプロデューサーのトム・ダウドはその使い方になれようとしていた。1959年の2月にチャールズとオーケストラは、アトランティック・レコードの小さなスタジオにて、ついに「ホワッド・アイ・セイ」の収録を行った。ダウドはレコード時にはそう特別には思われなかったと回想している。この曲は行われたセッションの内の2曲目であり、チャールズとプロデューサー、バンドはセッションの最初の曲である、「テル・ザ・トゥルース」(Tell the Truth)に感動していた。「私たちはこの曲を、他のすべての曲を作り出すように作った。レイ、女の子たち、バンドが小さなスタジオの中で生きていて、多重録音もしていない。3、4テイクだけ撮って、おしまい。次だ！」とダウドは語っている。回想の中で、アーメット・アーティガンの兄であるネスヒは、この曲の非凡な音は、限られた大きさのスタジオと発展した録音技術によるとした。その音質はよく、演奏が中断されてコールアンドレスポンスのパートに入っているときにチャールズが音楽に合わせてテンポ良く足をたたく音を聞くことができる。チャールズとオーケストラは、ツアーの間に曲を完成させていたため、収録は数回のテイクで終わった。
しかし、ダウドには2つの問題があった。当時はラジオで流される一般的な曲の長さは2分半程度であったが、「ホワッド・アイ・セイ」は7分半以上も続く曲であった。さらに、歌詞は卑猥なものではなかったが、曲中での、チャールズとレイレッツのコールアンドレスポンスの音はダウドとプロデューサーの懸念事項であった。彼らが以前収録した、クライド・マクファターによる「マネー・ハニー」(Money Honey)という曲が、ジョージア州で発売禁止となったが、アーメット・アーティガンとウェックスラーは、発売が禁止されており、逮捕の危険があるにもかかわらず、マクファターの曲をリリースしたことがあったのだ。レイ・チャールズも「ホワッド・アイ・セイ」の論争を意識していた。彼は、「私は自分の曲を解釈するようなものではないが、ホワッド・アイ・セイの意味がわからなかったら、何かがおかしいのだ。それか、愛の甘い響きに慣れていないのだ。」と語っている。
ダウドは収録上の問題を、3つのバージョンを混ぜることによって解決した。「それを振れ！」という叫びは除かれ、曲は2つの3分半の、両面のシングルレコードに分割され、タイトルは「ホワッド・アイ・セイ　パート1」、「ホワッド・アイ・セイ　パート2」とされた。収録されたバージョンは、A面の最後にオーケストラが演奏をやめて、レイレッツとオーケストラのメンバーがチャールズに曲を続けるように願うという偽のエンディングによってA面とB面を分けて、B面からは激しいフィナーレに続く構成となった。ダウドは後に、収録が終わったレコードを聴いたとき、レコードを出さない選択肢は決してなかったと述べている。「私たちはこのレコードが間違いなくヒットするとわかっていた。」レコードの発売は夏まで保留され、1959年の6月にリリースされた。

## 反応
雑誌「ビルボード」は当初「ホワッド・アイ・セイ」に対して良い評価を与えなかった。「彼は打楽器のように叫んでいて、B面も同じだ」と評価されている。また、アトランティック・レコードの事務員はレコードの販売員から電話を受け始めた。ラジオ局は、曲があまりにも性的感情を含んでいるとして番組で流すことを拒んだ。しかし、アトランティック・レコードはレコードを店から回収することを拒否した。1959年の7月に、人々の不満やチャート順位82位と振るわなかったことに応答する形で、不適切な部分をすこし取り除いたバージョンが発売された。一週間後には順位が43位まで上がり、その翌週は26位となった。以前の評価とは対照的に、ビルボードは数週間後に、この曲は「今までレイ・チャールズが生み出したポップ・レコードの中で最もすばらしい」と書いた。それから数週間の間に、「ホワッド・アイ・セイ」はビルボードのR&Bシングルチャートで1位になり、Billboard Hot 100では6位になり、さらにチャールズの最初のゴールドレコードに輝いた。また、この曲はその当時のアトランティック・レコードで最も売れた曲となった。

## その後の評価
「ホワッド・アイ・セイ」は現在に至るまで、数多くのアーティストに、様々なスタイルでカバーされている。エルヴィス・プレスリーはこの曲を1964年の映画『ラスベガス万才』の大規模なダンスのシーンで用い、シングル盤としてタイトルソングのB面に収録してリリースした。クリフ・リチャード、エリック・クラプトンとジョン・メイオール&ザ・ブルースブレイカーズ、ビッグスリー、エディ・コクラン、ボビー・ダーリン、アルビンとチップマンクス、ナンシー・シナトラ、サミー・デイヴィスJr.、ロイ・オービソン、ジョニー・キャッシュとジューン・カーター、ザ・ロネッツはそれぞれ、この曲の独自のカバーを発表している。ジェリー・リー・ルイスはこの曲の解釈により、とりわけ成功を収め、シングルは最高で30位に到達し、チャートに8週間とどまった。チャールズは後年、「曲の放送を中止していたラジオ局が、白人のアーティスト達によってカバーされて以降、放送し始めていた事に気づいた。そのことは、白人の性は黒人の性よりも清いような感じがして、私にとっては奇妙であった。しかし、一度白人によるカバーを放送し出すと、局は禁止を解除して原曲も放送し始めた。」と述べている。
この曲は雑誌「ローリング・ストーン」の「ローリング・ストーンの選ぶオールタイム・グレイテスト・ソング500」のランキングの10位となった。その要点は「チャールズとレイレッツとのうなり声や喘ぎ声の交わし合いは、アイゼンハワー時代のトップ40ラジオで聞くことができるオーガズムに最も近い音と言えよう。」となっている。2000年には、VH1のロックンロールのグレイテスト・ソング100で43位に、ダンスソングのグレイテスト・ソング100で96位にランクインし、後者のランキングの中では最も古いランクイン曲となった。同年、ナショナル・パブリック・ラジオによって、20世紀の最も影響力のある100曲のひとつとして選ばれた。2004年には、自伝映画「Ray/レイ」でチャールズの役がジェイミー・フォックスによって演じられ、その中心シーンでは、チャールズはこの曲の即興性を重視した。ジェイミー・フォックスはチャールズの役でアカデミー賞を受賞している。また、歴史的、芸術的、文化的重要性があるとして、アメリカ議会図書館は2002年に全米録音資料登録簿に登録した。さらに、ロックの殿堂はこの曲を「ロックンロールを形成した100曲」の1曲として取り上げた。